# Панчаяті радж
Панчаяті радж (Panchayati Raj — «збори п'яти») — південноазіатська політична система, поширена в Індії, Пакистані та Непалі. За цією системою управління невеликим селищем здійснюється п'ятьмя обраними старійшинами. Ця рада старійшин вирішує всі суперечні питання між мешканцями селища; фактично сучасний уряд делегує цим радам виконання ряду своїх функцій.
| Політика | Це незавершена стаття про політику. Ви можете допомогти проєкту, виправивши або дописавши її. |